# Parma (Polska)
Parma – wieś w Polsce położona w województwie łódzkim, w powiecie łowickim, w gminie Łowicz. Leży nad rzeczką Zwierzyniec.

## Historia
Dnia 12 września 1939 roku żołnierze wojsk niemieckich, przechodząc przez wieś zamordowali 11 mieszkańców i spalili 7 gospodarstw. Pozostałych mieszkańców wraz z uciekinierami z innych miejscowości, którzy uciekali przed frontem, w sumie ok. 82 osoby wyprowadzili na skrzyżowanie dróg Parma – Zawady rozkazując im usiąść na ziemi z zamiarem rozstrzelania. Zostali jednak zaskoczeni przez polskich żołnierzy i wycofując się w popłochu zabili ok. 10 kolejnych mieszkańców wioski. Na terenie wsi znajduje się tablica upamiętniająca Polaków rozstrzelanych w 1944 roku. 
W budynkach pozostałych po zlikwidowanej szkole podstawowej prowadzone są warsztaty terapii zajęciowej.
W latach 1975–1998 miejscowość administracyjnie należała do województwa skierniewickiego.